# 小池一宏
小池 一宏（こいけ かずひろ、1992年6月10日 - ）は、ジャパンラグビーリーグワン三重ホンダヒートに所属するラグビーユニオンの選手。

## プロフィール
- 群馬県前橋市出身。
- ポジションはフッカー。
- 身長 172 cm、体重 93 kg
- ニックネームはコイ、カズ、ジャガー。
- 関東大学オールスターゲームのリーグ選抜に選ばれたことがある[1]。
- U17日本代表に選ばれたことがある[2]。

## 略歴
2011年、明和県央高校卒業後、法政大学に入る。なお明和県央高校時代、高校日本代表候補に選ばれたことがある。
2015年、法政大学卒業後、リコーブラックラムズ(現・リコーブラックラムズ東京)に加入。
2018年12月8日に行われたジャパンラグビートップリーグ総合順位決定トーナメント2回戦のパナソニック ワイルドナイツ戦にて途中出場で公式戦初出場を果たす。
2024年6月、三重ホンダヒートに入団。